# John Franklin
‎
Sir John Franklin, angleški kapitan in raziskovalec Arktike, * 15. april 1786, Spilsby, grofija Lincolnshire, Anglija, † 11. junij 1847, Otok kralja Viljema, provinca Nunavut, Kanada.

## Življenjepis
John Franklin je bil eden od dvanajstih otrok v družini, ki je obogatela s trgovino. Za pomorsko življenjsko pot se je odločil pri 14 letih. Leta 1801 je sodeloval v bitki pri Kopenhagnu, leta 1805 pa v bitki pri Trafalgarju. Med zadnjo je služil na nesrečni HMS Bellerophon. Eden od njegovih stricev je bil kapitan Matthew Flinders, s katerim je kasneje potoval tudi v Avstralijo. Leta 1814 se je boril v bitki pri New Orleansu.
Franklin je prvič potoval na Arktiko leta 1818 kot poročnik pod poveljstvom Johna Rossa in se nad temi kraji navdušil. Na nesrečni kopenski odpravi v Severozahodne teritorije Kanade ob reki Coppermine med letoma 1819 in 1822, je Franklin izgubil 11 od 20 mož iz svoje skupine. Večina jih je umrla od lakote, poleg tega pa se je zgodil najmanj en umor, pojavila pa so se tudi namigovanja na ljudožerstvo. Preživeli so bili prisiljeni jesti lišaje, poskusili pa so se tudi hraniti s svojimi usnjenimi škornji, kar je Franklinu prineslo vzdevek »mož, ki je jedel svoje škornje«.
Leta 1823 se je po povratku v Anglijo Franklin poročil s pesnico Eleanor Porden, ki je leta 1825 umrla za tuberkulozo, kmalu po tem, ko je prepričala moža, naj ga njeno slabo zdravje ne odvrne od nove arktične odprave. Ta odprava se je spustila po reki Mackenzie in raziskala obale Beaufortovega morja. Bila je bolje oskrbljena in zato tudi uspešnejša od prejšnje. 
Leta 1828 ga je kralj Jurij IV. povzdignil v viteški stan. Istega leta se je poročil z Jane Griffin, izkušeno popotnico, ki se je izkazala za nepopustljivo v usmerjanju njunega skupnega življenja. Franklin je bil leta 1836 postavljen na mesto guvernerja Tasmanije, vendar je bil leta 1843 razrešen s položaja, delno tudi zato, ker je poskušal na novo urediti tamkajšnjo kazensko kolonijo.

### Usodna odprava
Franklin je bil še vedno obseden z iskanjem Severozahodnega prehoda. Od britanske Admiralitete je uspešno pridobil potrebna finančna sredstva in maja 1845 s 128 člani posadke odplul na ladjah HMS Erebus (Dežela senc) in HMS Terror (Groza). Nikoli se niso vrnili.
Izginotje Franklinove odprave je povzročilo izjemno zanimanje za Arktiko. Na pobudo in stroške lady Franklin so bile organizirane številne iskalne odprave, drugi pa so se tja odpravili preprosto zato, ker je iskanje Franklina zbudilo veliko pozornost ljudstva. Naenkrat je bilo na poti proti Arktiki 10 britanskih in dve ameriški odpravi. Čeprav so vse od njih trdile, da iščejo Franklina, so številne v resnici iskale pot proti Severnemu tečaju.
Poleti 1850 so se številne ladje srečale v Wellingtonovem prelivu na otoku Beechey, kjer so našli prve ostanke Franklinove odprave: grobove treh mož, ki so iz naravnih razlogov umrli leta 1848. Odprava ni pustila nobenih sledov, ki bi nakazovala, kje morajo iskalci nadaljevati svoje iskanje.
Leta 1854 je raziskovalec John Rae, ki sploh ni iskal Franklina, temveč je v prid Družbe Hudsonovega zaliva (Hudson Bay Company) raziskoval polotok Boothia, odkril nadaljnje dokaze o usodi Franklinove odprave. Naletel je na Inuita, ki mu je povedal o 35 do 40 belcih, ki so od sestradanosti umrli nedaleč od ustja reke Back. Inuit mu je pokazal tudi številne predmete, za katere se je izkazalo, da so pripadali Franklinu in njegovim možem.
Lady Franklin je poslala še zadnjo odpravo pod vodstvom Francisa Leopolda McClintocka, da bi preverila Raejevo poročilo. Poleti 1859 so v kamniti gomili na Otoku kralja Viljema našli dokument, ki ga je zapustil Franklinov namestnik in v njem zapisal datum raziskovalčeve smrti. Poleg tega je sporočilo, datirano 27. aprila 1848, sporočalo še, da so bile ladje ujete v led in da so mnogi umrli. Preživeli so zapustili ladje in poskušali doseči reko Back. McClintock je našel še nekaj trupel in osupljivo množino zapuščene opreme ter od Inuitov izvedel podrobnosti o tragičnem koncu odprave.
O tem, kaj se je zgodilo posadki Franklinove odprave, obstaja več teorij. Franklin je bil imperialni častnik, ki je verjel v podrejanje narave civilizaciji in tako s seboj na odpravo vzel predmete, kot so srebrni krožniki ter kristalne karafe. Morda so neizogibni kompromisi, ki jih je zahteval tak način, botrovali premajhni količini nujno potrebnega, prav tako kot nepripravljenost ali nezmožnost naučiti se postopkov preživetja od domorodcev. Po drugi razlagi naj bi posadka umrla od zastrupitve s svincem ali hrano iz konzerv, ki so jih imeli s seboj. Obstajajo dokazi, da so se nekateri zatekali k ljudožerstvu. Kakorkoli, najbolj verjeten vzrok smrti večine članov odprave je bil, po opisu njihovega konca, ki ga je dal Inuit, skorbut.